# John Wrottesley, 2:e baron Wrottesley

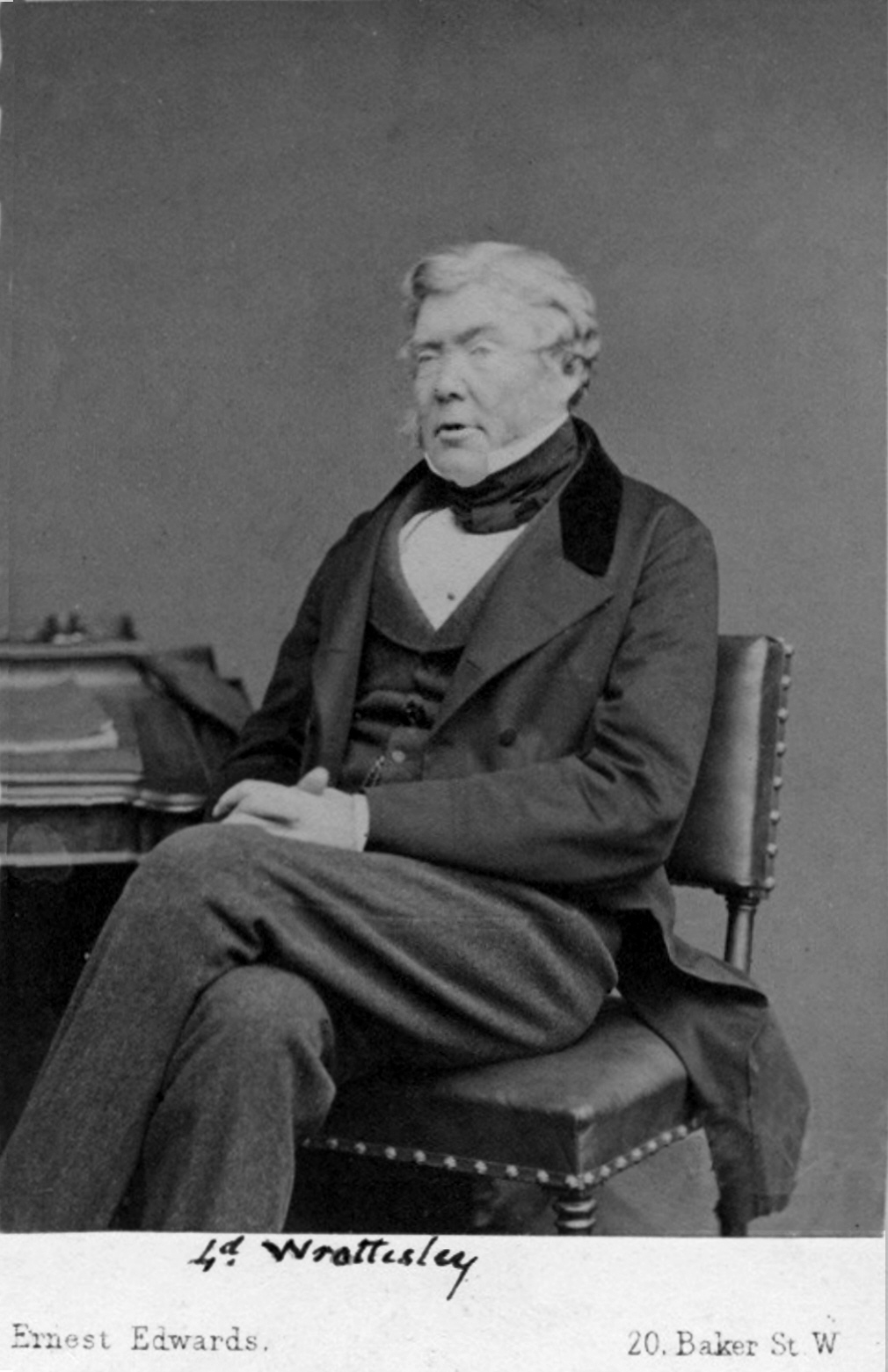
John Wrottesley, 2:e baron Wrottesley omkring 1866.

John Wrottesley, 2:e baron Wrottesley, född den 5 augusti 1798 i Wolverhampton, död den 27 oktober 1867, var en brittisk
astronom. Han var dotterson till Charles Bennet, 4:e earl av Tankerville, son till John Wrottesley, 1:e baron Wrottesley och far till Arthur Wrottesley, 3:e baron Wrottesley.
Wrottesley ärvde faderns baronvärdighet vid dennes död den 16 mars 1841. Wrottesley var en av grundarna av Royal Astronomical Society, vars president han var 1841–1842. Han var även president i Royal Society (1854–1858). År 1839 tilldelades Wrottesley Royal Astronomical Societys guldmedalj. Månkratern Wrottesley är uppkallad efter honom.